# 左近山 (横浜市)
左近山（さこんやま）は、神奈川県横浜市旭区の大字。住居表示未実施。

## 概要・沿革
旧・横浜市保土ケ谷区川島町・市沢町・小高町・本宿町・三反田町・南本宿町の一部にあたる。1967年（昭和42年）に日本住宅公団（現都市再生機構）による中高層住宅建設が始まり、翌年7月1日に入居を開始した。1969年10月1日に行政区再編により旭区に編入され、同時に左近山の町名が新設された。
左近山の地名は古くからあり、『新編武蔵風土記稿』にも見られる。

## 地理
- 神奈川県横浜市旭区の南東部に位置し、東西に細長い。南端で横浜市保土ケ谷区今井町に接しており、ちょうど保土ヶ谷バイパスの南本宿インターと新桜ケ丘インターの間の北隣に並行して広がる格好となっている。面積は0.550km2[8]。その大部分を1960年代後期より開発された旧・日本住宅公団（現・都市再生機構）左近山団地が占め、2016年9月30日現在、4,704世帯・8,931人が暮らす[9]。
- 古くから自治会活動が盛ん。特に夏場は自治会主催の団地祭が催行され、会場までの無料送迎バスが団地内を運行する他、打上花火も上がる。

- 九つの「街区」によって区割りされている。西から1街区・2街区...と進み、東端の9街区までが存在する。
  - このうち1・7・8・9街区はUR管理の賃貸住宅、残りの2・3・4・5・6街区は自主管理による分譲住宅となっている。1街区と8街区には高層棟があるが、その棟数はごく僅かで、これ以外のほぼ全棟が、階段室を中心に左右に居室を設けた、5階建て・エレベーター無し・3DKを基本とするものである。
- 8街区のみ、20号棟ある中で何故か1号棟が存在しない。
- 以下、街区ごとの管理主体・および管理事務所所在地を表にして記す。ただし同じ街区でも棟によって管理主体が異なる場合もあるため、合わせてそちらも記す。

| 街区  | 該当棟     | 管理主体名                       | 管理事務所所在地 |
| ----- | ---------- | -------------------------------- | ---------------- |
| 1街区 | 1-1〜1-35  | 第1団地管理サービス事務所        | 左近山16-1       |
| 2街区 | 2-1〜2-24  | 左近山団地2街区住宅管理事務所    | 左近山1997-7     |
| 2街区 | 2-25,2-26  | 左近山2期団地住宅管理事務所      | 左近山16-5       |
| 3街区 | 3-1〜3-33  | 中央地区住宅管理事務所           | 左近山157-30     |
| 4街区 | 4-1〜4-20  | 〃                               | 〃               |
| 5街区 | 5-1〜5-9   | 〃                               | 〃               |
| 4街区 | 4-21〜4-25 | 左近山団地市沢住宅管理組合事務所 | 左近山1186-11    |
| 5街区 | 5-12〜5-15 | 〃                               | 〃               |
| 6街区 | 6-1〜6-28  | 〃                               | 〃               |
| 7街区 | 7-1〜7-14  | 第2団地管理サービス事務所        | 左近山1186-6     |
| 8街区 | 8-2〜8-20  | 〃                               | 〃               |
| 9街区 | 9-1〜9-13  | 〃                               | 〃               |

- 町内には横浜市立左近山小学校・横浜市立左近山中学校・横浜市立左近山特別支援学校（旧左近山第二小学校跡地に開校）の公立学校3校のほか、幼稚園と保育園がそれぞれ1か所ずつ設置されている。
  - このうち小学校については、町内に左近山第一小学校及び同第二小学校・町外北隣の小高町に左近山小高小学校が存在した。しかし高齢化が全国平均より進行しており、児童・生徒の減少傾向に歯止めがかかっていないため[10]、平成25年4月からこれら3小学校が統合され、旧第一小学校を新設の左近山小学校として開校した。ただし増改築が必要だったために実際の完全統合は平成27年度からとなった。それ以前は第二小学校は通級学級・小高小学校はそれ以外の機能を分散させて暫定運営していた。

- 町内には2か所のショッピングセンターがある。左近山第2停留所に近い左近山ショッピングセンターは相鉄ローゼンを、同第4停留所に近いショッピングプラザ左近山は業務スーパーをそれぞれ核店舗とする。簡易郵便局が双方にある。どちらも個人店舗の閉店が相次いでおり、その後釜としてデイサービスなどの介護事業者が入居している。
  - 町外ではあるが、左近山第3停留所至近にはいなげや・ウエルパーク・セブン-イレブン・クリエイトなども立地する。また左近山第6停留所付近にも、市沢町ではあるがファミリーマートやハックドラッグもある。結果的に町内全体としては日々の買回り品などに特段の不便がない。
- もともとが丘陵地帯であるため、町内全般的にいくつかの尾根や谷に敷地が跨っており起伏が著しい。これにより町内の遊歩道には階段やスロープが多数設置されている他、そもそも自転車移動にはあまり向いていない土地柄と言える。

## 諸問題
- 1960年代後半に建てられただけに基本的な設計の古さは否めず、特に洗濯機まわりの給排水は一切考慮されていないばかりか、そもそも洗濯機置場がない。これは当団地にかぎらず同じ年代に建てられた団地に共通する問題で、当時は未だ洗濯機自体が高嶺の花であり、多くの家庭に普及するのはこれより後の時代に下ってからであった。このため洗濯機を当団地で運用する場合、給水は風呂場より風呂用の水道からホースで給水し、排水も排水ホースを風呂場の排水口に垂らして流すといった工夫が求められる。もちろん取り扱いを誤ればたちまち床に排水が溢れ、階下に水漏れの被害をもたらす事故を起こしかねない。現に今でもこの手のトラブルは散発的に起きており、当団地住民の悩みの種になっている。
  - 賃貸棟においてはUR施工による洗濯機置き場造設および付随する給排水工事がほぼ全戸施工済みであるが、分譲棟においてはこれらは世帯主個々の自己負担になるため[注釈 4]、その判断は世帯主に委ねられる。

- 分譲棟が当団地の半分以上を占めるため、住民の入れ替えがあまり発生せず、周辺諸地域に比べて少子高齢化が高速度で進んでいる。エレベーターのない当団地の高層階に居住する年老いた住民は、毎日の買い物にも階段を昇り降りせねばならず、ただでさえ起伏の激しい土地柄であるのにさらに厳しい環境に置かれてしまっている。これと同じような問題は、やはり同時期に造成された多摩ニュータウンなどでも見られる。

- 交通の便が二俣川駅及び東戸塚駅へのバス便に限られている。主要市街地である横浜駅周辺や、東海道新幹線の駅である新横浜駅へのアクセスが非常に悪い。
  - かつては新横浜駅へ向かうにあたって、バスで二俣川駅ないし東戸塚駅へ出て、そこから電車で横浜駅に向かい、地下鉄あるいはJR横浜線に乗り換えなければ新横浜駅に到達できず、時間も多くかかるばかりかルートとしても遠回りなので、新横浜との往来には、所要時間は劇的に短縮されるものの割高なタクシーの利用に頼らざるを得ない（運賃約3000〜3500円・所要時間約20分）状況であった。このため自治会では、行政や周辺バス会社に、環状2号を経由した新横浜へのバス路線の開設を繰り返し要望しているが、今もって実現を見ていない。しかし、2023年に相鉄新横浜線が開業し、二俣川駅から乗り換えなしで新横浜駅へ到達できるようになり、アクセスが大幅に改善された。

## 世帯数と人口
2025年（令和7年）6月30日現在（横浜市発表）の世帯数と人口は以下の通りである。
| 大字   | 世帯数    | 人口    |
| ------ | --------- | ------- |
| 左近山 | 4,768世帯 | 7,788人 |

### 人口の変遷
国勢調査による人口の推移。
| 年                 | 人口   |
| ------------------ | ------ |
| 1995年（平成7年）  | 13,676 |
| 2000年（平成12年） | 11,802 |
| 2005年（平成17年） | 10,550 |
| 2010年（平成22年） | 9,727  |
| 2015年（平成27年） | 8,719  |
| 2020年（令和2年）  | 7,958  |

### 世帯数の変遷
国勢調査による世帯数の推移。
| 年                 | 世帯数 |
| ------------------ | ------ |
| 1995年（平成7年）  | 4,602  |
| 2000年（平成12年） | 4,475  |
| 2005年（平成17年） | 4,488  |
| 2010年（平成22年） | 4,481  |
| 2015年（平成27年） | 4,361  |
| 2020年（令和2年）  | 4,381  |

## 学区
市立小・中学校に通う場合、学区は以下の通りとなる（2024年11月時点）。
| 番・番地等 | 小学校               | 中学校               |
| ---------- | -------------------- | -------------------- |
| 全域       | 横浜市立左近山小学校 | 横浜市立左近山中学校 |

## 事業所
2021年（令和3年）現在の経済センサス調査による事業所数と従業員数は以下の通りである。
| 大字   | 事業所数 | 従業員数 |
| ------ | -------- | -------- |
| 左近山 | 57事業所 | 745人    |

### 事業者数の変遷
経済センサスによる事業所数の推移。
| 年                 | 事業者数 |
| ------------------ | -------- |
| 2016年（平成28年） | 58       |
| 2021年（令和3年）  | 57       |

### 従業員数の変遷
経済センサスによる従業員数の推移。
| 年                 | 従業員数 |
| ------------------ | -------- |
| 2016年（平成28年） | 401      |
| 2021年（令和3年）  | 745      |

## 公園
町内には複数の公園が設けられている。
- 1街区

プレイグラウンド
ライオン公園
キリン公園
- 2街区

桜公園
いちょう公園 (上の公園)
中央公園 (下の公園)
ひだまり公園
- 3街区

ジャンボ公園
ぐるぐる公園
竹やぶ公園
- 4街区

ロールキャベツ公園
- 5街区

交差点公園
庭かげ公園
飛び石公園
- 6街区

しずく公園
クレヨン公園
ふじ公園
左近山中央グラウンド
えんぴつ公園
はちのす公園
- 7街区

バイク公園
- 8街区

ぞうさん公園
なかよし広場 (グラウンド)
シーソー公園 (なかよし公園)
裏庭公園
チーズ公園
くじら公園
- 9街区

ピッピ公園
公園 (名称不詳)

## 交通

### バス
現在、町内に鉄道は通っておらず、相鉄バス旭営業所の運行による路線バスが交通の主役となる。
町内には西から順に、左近山第1〜左近山第5の各停留所が設けられている他、隣接する市沢町に左近山第6折返場がある。これらバス停では相鉄線二俣川駅・JR東戸塚駅への路線バスが利用できるほか、平日日中に限り、旭区役所至近となる相鉄線鶴ヶ峰駅への路線バスが運行されている。
以下、具体的なバス路線を記す（太字路線は各系統のメインとなる路線）。

- 旭1

二俣川駅南口 - 万騎が原大池 - 左近山第1〜第6（大半は左近山第5で折り返し）
二俣川駅南口 - 万騎が原大池 - 左近山第1〜第6 - 市沢町 - くぬぎ台団地入口 - 鶴ヶ峰駅入口 - 鶴ヶ峰駅（平日日中のみ、1時間に1本程度）
- 旭2

二俣川駅北口 -（保土ヶ谷バイパス経由） - 左近山第1〜第6（平日朝と深夜のみ）
- 旭6

二俣川駅南口 - 万騎が原大池 - 左近山第1〜第6 - 市沢団地入口 - 市沢町 - 環2市沢下町 - 横浜ゴルフ場下 - 東戸塚駅西口（「市沢町経由」と案内される）
二俣川駅南口 → 万騎が原大池 → 左近山第1〜第6 → 環2市沢上町 → 横浜ゴルフ場下 → 東戸塚駅西口（平日朝のみの市沢町非経由便、「環状2号直通」と案内される）
左近山第5・第6 - 環2市沢上町 - 横浜ゴルフ場下 - 東戸塚駅西口（市沢町非経由の「環状2号直通」、1時間に1本程度）

### 道路
町内は片側1車線の道路が東西に貫通し、これが事実上のメインストリートになっているが、前述の通り左近山自体がいくつもの谷と尾根にまたがっているためにアップダウンが激しい。東端では環状2号と、西端では保土ヶ谷バイパス南本宿ICにそれぞれ接続し、横浜駅周辺や新横浜、さらには保土ヶ谷バイパスを経由して東名高速方面や首都高速方面へのマイカー移動も簡便であるが、最寄駅の二俣川駅や区役所のある鶴ヶ峰駅へは、道幅が狭い生活道路を経由する必要があり、やや不便である。
なお、この道路の制限速度は30km/hであるが、並行する保土ケ谷バイパスの渋滞時の抜け道ともなっているため、制限速度を大幅に超過して走行する車が後をたたない。このため地元警察による速度取締が頻繁に行われている。

### 鉄道
前述のとおり町内に鉄道は通っていない。しかし「地下鉄を経由させよう」という誘致運動は自治会レベルで存在する。これは、現在日吉駅 − 中山駅間を結んでいる横浜市営地下鉄グリーンラインの延長計画である、中山から先の二俣川駅・東戸塚駅・上大岡駅を経由して根岸駅や本牧に至るルートのうち「二俣川と東戸塚の間にある当町内を経由させよう」という動きである。
現在のところ、運行主体である横浜市交通局からは確たる返事は得られていない。

## その他

### 日本郵便
- 郵便番号 : 241-0831[3]（集配局：横浜旭郵便局[3]（集配局：横浜旭郵便局[20]）

### 警察
町内の警察の管轄区域は以下の通りである。
| 番・番地等 | 警察署   | 交番・駐在所 |
| ---------- | -------- | ------------ |
| 全域       | 旭警察署 | 左近山交番   |